# Alla Pokrovskaïa
 (juillet 2019).
Si vous disposez d'ouvrages ou d'articles de référence ou si vous connaissez des sites web de qualité traitant du thème abordé ici, merci de compléter l'article en donnant les références utiles à sa vérifiabilité et en les liant à la section « Notes et références ».
Alla Borissovna Pokrovskaïa (en russe : А́лла Бори́совна Покро́вская), née à Moscou le 18 septembre 1937 et morte dans cette même ville le 25 juin 2019, est une actrice, metteuse en scène et professeur d'art dramatique soviétique puis russe. 

## Filmographie
cinéma ;
- 1965 : Pont en construction (Строится мост) de  Oleg Efremov : Olga Perova
- 1967 : Pluie de juillet (Ioulski dojd) de Marlen Khoutsiev : Lelia
- 1975 : Journal du directeur d'école (Dnevnik direktora chkoly) de Boris Frumin : Lyda
- 1980 : La Chasse aux renards (Okhota na lis) de Vadim Abdrachitov : Olga Sergueievna

doublage ;
- 1984 : Le Conte du tsar Saltan (Skazka o tsare Saltane) de Lev Miltchine (ru) : tisseuse